# Municipio de Holland (Misuri)
El municipio de Holland (en inglés: Holland Township) es un municipio ubicado en el condado de Pemiscot en el estado estadounidense de Misuri. En el año 2010 tenía una población de 553 habitantes y una densidad poblacional de 8,17 personas por km².

## Geografía
El municipio de Holland se encuentra ubicado en las coordenadas 36°2′8″N 89°54′1″O / 36.03556, -89.90028. Según la Oficina del Censo de los Estados Unidos, el municipio tiene una superficie total de 67.69 km², de la cual 67,41 km² corresponden a tierra firme y (0,41 %) 0,28 km² es agua.

## Demografía
Según el censo de 2010, había 553 personas residiendo en el municipio de Holland. La densidad de población era de 8,17 hab./km². De los 553 habitantes, el municipio de Holland estaba compuesto por el 94,21 % blancos, el 1,63 % eran afroamericanos, el 0,18 % eran amerindios, el 2,17 % eran de otras razas y el 1,81 % eran de una mezcla de razas. Del total de la población el 4,7 % eran hispanos o latinos de cualquier raza.